# Білокриничне
Білокрини́чне (до 2016 року — Калі́ніне) — село в Україні, у Бойківській громаді Кальміуського району Донецької області. Населення становить 99 осіб.

## Загальні відомості
Перебуває на території, яка тимчасово окупована російськими терористичними військами. Відстань до Бойківського становить близько 17 км і проходить переважно автошляхом Т 0508.

## Історія
З кінця 1934 року село входило до складу новоутвореного Остгеймського району, який 1935 року перейменували у Тельманівський на честь лідера німецьких комуністів Ернста Тельмана. У 2016 році в рамках декомунізації в Україні рішенням Верховної Ради України район перейменовано у Бойківський район, а населений пункт Калініне отримав нову назву — Білокриничне. 2020 року у процесі адміністративно-територіальної реформи Бойківський район увійшов до складу Кальміуського району.

## Населення
За даними перепису 2001 року населення села становило 99 осіб, із них 92,93 % зазначили рідною мову українську та 7,07 % — російську.